# Magnus Hueber
Magnus Hueber (* 4. September 1771 in Oberperfuss bei Innsbruck; † 7. Februar 1856) war ein Tiroler Bergbauer und Landvermesser. Er ist der letzte in der Reihe der sogenannten Bauernkartografen.
Als Sohn von Blasius Hueber (1735–1814) und dessen Gattin Magdalena, geborene Kremser (1738–1790), der mit Peter Anich den Atlas Tyrolensis kartografiert hatte, wurde er von seinem älteren Vetter Anton Kirchebner um 1790 zur Vermessung Vorderösterreichs beigezogen. Die begonnene Vermessung des Breisgau wurde 1794 wegen des dortigen Kriegsausbruchs eingestellt.
Danach dürfte er auf den Bauernhof seines Vaters zurückgekehrt sein und nur mehr örtlich als Landmesser fungiert haben. Die Gemeinde Oberperfuss zählt ihn mit Anich und weiteren Kartografen zu ihren berühmten Persönlichkeiten.
Magnus Hueber heiratete 1796 die Bauernstochter Maria Kirchebner in Oberperfuss. Die beiden hatten neun gemeinsame Kinder.